# Dame Jessica
Dame Jessica (« Lady Jessica » en VO) est un personnage de fiction issu du cycle de Dune de l'écrivain Frank Herbert, apparaissant dans les romans Dune et Les Enfants de Dune.
Concubine officielle du duc Leto Atréides, Jessica est une Bene Gesserit et la mère des deux enfants du duc Leto, Paul et Alia Atréides.

## Biographie du personnage

### Description
Dans Dune, Jessica est décrite comme une femme aux « cheveux de couleur bronze (« shaded bronze » en VO) [...] et des yeux verts », avec un visage harmonieux de forme ovale et des lèvres larges et sensuelles. Cette forme est plus tard notée (dans les romans suivants d'Herbert) comme le marqueur de la lignée de Jessica,,. Herbert la décrit aussi comme mince (elle est qualifiée d'« osseuse » par les commanditaires du duc Leto, quand Jessica est achetée au Bene Gesserit comme concubine du duc) et d'une grande beauté.

Le romancier Brian Herbert, fils et biographe de Frank Herbert, a déclaré que le personnage de dame Jessica était calqué sur celui de sa mère et épouse de Frank Herbert, Beverly Herbert. Brian Herbert indique :

« Beverly Herbert était la fenêtre sur l'âme de Frank Herbert. Il a partagé cette réalité avec des millions de lecteurs lorsqu'il lui a écrit un hommage amoureux de trois pages à la fin de Chapterhouse: Dune, décrivant leur vie ensemble ... Frank Herbert avait modelé Lady Jessica Atreides d'après Beverly Herbert, avec ses manières d'influence dignes et douces, et même ses capacités prémonitoires, que ma mère possédait réellement. Il a également écrit sur "les capacités latentes (prophétiques) de Lady Jessica", et en cela il décrivait ma mère, pensant à tous les exploits paranormaux incroyables qu'elle avait accomplis au cours de sa vie. Sur un ton attachant, il l'appelait souvent sa "sorcière blanche", ou bonne sorcière. De même, tout au long de la série "Dune", il a décrit les femmes héroïques du Bene Gesserit comme des "sorcières". »

### DansDune
Dans le roman Dune, dame Jessica, une ancienne acolyte du Bene Gesserit (un ordre mystique spécialisé dans l'éducation), est la concubine officielle du duc Leto Atréides, le chef de la maison Atréides sur la planète Caladan. Elle est aussi la mère de l'héritier ducal de Leto, leur fils Paul. Jessica n'est pas l'épouse officielle de Leto pour une raison politique, aussi bien pragmatique que cynique : tant que le duc n'est pas officiellement marié, nombre de Grandes Maisons nobles du Landsraad peuvent espérer un mariage politique de l'une de leurs filles avec Leto.
Cependant, Leto n’a jamais consenti à une telle éventualité et a toujours considéré Jessica comme sa seule et unique épouse, la seule qui compte dans sa vie. Jessica avoue qu'elle aurait pu utiliser ses « pouvoirs » pour le convaincre de l’épouser, mais n'a pas voulu le lui imposer car elle considère que cela aurait été comme une trahison.
Si la maison Atréides connaît ses origines, la concubine ducale Jessica, tout comme bon nombre d’autres sœurs du Bene Gesserit, ne connaît rien de ses propres origines si ce n'est que sa mère était elle-même une Bene Gesserit. Jessica n'apprendra que plus tard le secret de ses origines, quand les Atréides seront sur la planète Arrakis (Dune). Lorsque Jessica et son fils Paul réussissent à échapper aux assassins de la maison Harkonnen dans le désert, Paul lui annonce de façon inattendue : « Et, ma mère, il est une chose que vous ignorez et que vous devriez savoir... Nous sommes des Harkonnens ! ». En effet, dame Jessica est une Harkonnen et pas n'importe laquelle : elle est la fille cachée du baron Vladimir Harkonnen lui-même, l'ennemi mortel de Leto, que le baron a conçu dans sa jeunesse avec une séductrice Bene Gesserit spécialement envoyée dans ce but. Cette révélation, brutale, plongera Jessica dans un abyme de détresse.
Après la cérémonie dans le sietch de Stilgar (le sietch Tabr) sur Arrakis, ou Jessica absorbe l’« Eau de la Vie » (un dérivé de l'épice), celle-ci devient la Révérende Mère du peuple Fremen, les farouches habitants du désert de Dune. Mais l'enfant qu'elle a conçu avec Leto avant sa mort, encore un embryon en elle à cette époque, subit lui-aussi les effets de cette substance et accède prématurément à la conscience, obtenant les mêmes souvenirs ancestraux et pouvoirs que ceux de sa mère. Cette fille posthume, Alia, sœur cadette de Paul, sera connue ensuite sous le nom de « Sainte Alia du Couteau » et devra gérer seule l'exposition à cette conscience prématurée, ce qui aboutira à sa déchéance (dans Les Enfants de Dune) sous la forme de l'Abomination (possession par les ancêtres).
L'ordre du Bene Gesserit reprochera à Jessica d’en avoir fait qu’à sa tête quand elle céda devant l'envie de son duc, lui donnant un héritier mâle et non une fille comme elle devait le faire initialement : le Bene Gesserit avait prévu d'unir la fille de Jessica avec Feyd-Rautha Harkonnen (le neveu du baron), ce qui aurait dû donner, selon elles, naissance au Kwisatz Haderach, le but majeur de l'ordre Bene Gesserit depuis des générations. Mais, devenant une sorte de Kwisatz Haderach « avant l'heure », Paul n'ira pas jusqu'à la transformation finale (en créature prévermiforme), que seul son fils Leto II acceptera en définitive (à la fin du roman Les Enfants de Dune et dans L'Empereur-Dieu de Dune).
Concernant les origines de Jessica, deux versions existent, selon que l’on se fie à Frank Herbert ou à son fils Brian Herbert. En effet, dans la trilogie Avant Dune, écrite postérieurement à l’œuvre originale de Frank Herbert par Brian Herbert en collaboration avec Kevin J. Anderson, la Révérende Mère Gaius Helen Mohiam est la mère de Jessica. Cependant, dans le roman original de Frank Herbert, Les Enfants de Dune, Jessica apprend le nom de sa mère de la bouche de son petit-fils Leto II : « Elles [les Bene Gesserit] savent que vous êtes une Harkonnen ! Cela est inscrit dans leurs registres de reproduction : Jessica, née de Tanidia Nerus par le Baron Vladimir Harkonnen. ». Mais « Tanidia Nerus » peut également être un nom de code désignant Gaius Helen Mohiam dans les registres secrets du Bene Gesserit...

### Dans les romans suivants
Dans Le Messie de Dune, on apprend que Jessica est retournée vivre sur Caladan après la mort de son duc bien-aimé et l'accession de son fils Paul au trône de l'Imperium ; son personnage n’apparaît pas dans ce roman, sauf par quelques évocations. Dans le suivant, Les Enfants de Dune, on apprend qu'elle a pour compagnon l’ancien soldat des Atréides, le guerrier-troubadour Gurney Halleck.
Au début des Enfants de Dune, Jessica revient sur Arrakis, après avoir envoyé Halleck en mission concernant son petit-fils Leto II et sa sœur Ghanima (les enfants de Paul et Chani), afin de savoir s'ils ne sont pas eux aussi possédés par l'Abomination comme sa malheureuse fille Allia.
Également dans Les Enfants de Dune, après que Jessica est enlevée par Duncan Idaho (l’ancien ghola « Hayt », revenu à son identité originale à la fin du Messie de Dune) sous les ordres du « Prêcheur » (qui n'est autre que son fils Paul), Jessica sera amenée sur Salusa Secundus, la planète de la maison Corrino et seul vestige de son pouvoir perdu après l’accession de Paul au trône (à la fin de Dune).
Jessica y fera la connaissance de l'héritier de l’ancien empereur Shaddam IV Corrino, son petit-fils Farad'n (enfant de Wensicia), qu'elle éduquera dans la « Manière » Bene Gesserit, suivant ainsi les plans de son petit-fils Leto II, le futur Empereur-Dieu de l'univers connu qui a manigancé son enlèvement.
Par la suite, Jessica n’apparaît plus dans la saga originale de Frank Herbert, sinon par évocations.

## Pouvoirs et capacités
Comme toutes les adeptes du Bene Gesserit formées dans la « Manière » de l'ordre, Jessica est une athlète accomplie, capable d’utiliser son corps de manière optimale grâce à l’enseignement prana-bindu (« musculature-nerfs ») qu'elle a reçu. Elle est de fait une combattante au corps à corps dangereuse, capable de maîtriser physiquement le fremen Stilgar alors que celui-ci voulait la tuer, voire de tuer un individu de ses mains si elle le souhaite.
Elle a aussi été sensibilisée au déchiffrage du langage corporel, étant capable de deviner les intentions de ses interlocuteurs grâce à un examen subtil de leur postures et gestes inconscients.
Comme ses sœurs, elle maîtrise sa « chimie interne » (ce qui lui permettra de choisir d'avoir un enfant mâle et non femelle), ce pouvoir lui étant vital pour survivre à la cérémonie fremen où elle absorbera l'« Eau de la vie » (la version fremen de l'« Agonie de l'épice » des Bene Guesserit), transformant cette substance pour la neutraliser et ainsi, acquérant les pouvoirs d'une Révérende Mère.
Elle possède aussi le talent de la « voix de commandement », arme cachée des sœurs, s'en servant notamment quand elle et son fils Paul seront capturés par les Harkonnen sur Arrakis, charmant de sa voix ses geôliers afin qu'ils se battent entre eux et se tuent.

## Rôle dansAprès Dunede Brian Herbert
Jessica apparaît dans Les Chasseurs de Dune et Le Triomphe de Dune, romans de Kevin J. Anderson et Brian Herbert, postérieurs à l’œuvre de Frank Herbert, en tant que ghola (clone).
Elle est alors de nouveau à côté de son fils, de sa fille et de son petit-fils, le ghola de son concubin Leto « n’ayant pas abouti » à cause d’une nouvelle « erreur » du ghola de Wellington Yueh également revenu. Elle devra de nouveau assister à la mort de sa fille, de la main du ghola du Baron Harkonnen cette fois, et ne sera pas loin de devoir également faire ses adieux à son fils, blessé par Paolo. À l’issue de ces événements, aidé de Wellington auquel elle aura finalement pardonné toutes ses erreurs, elle élèvera le dernier ghola finalement reproduit, celui de son grand amour : Leto.

## Interprètes
- Dans le film Dune (1984) de David Lynch, le personnage de Jessica est interprété par l'actrice Francesca Annis.
- Dans les films Dune (2021) et Dune 2 (2024) de Denis Villeneuve, le personnage est interprété par Rebecca Ferguson.